# علي مرقباوي
علي ناصر مرقباوي (19 ديسمبر 2000) هو لاعب كرة قدم لبناني يلعب كمهاجم لنادي البرج والمنتخب اللبناني.

## إحصائيات المهنة

### دولي
| الفريق الوطني | سنة     | الظهور | الأهداف |
| ------------- | ------- | ------ | ------- |
| لبنان         | 2023    | 6      | 0       |
| المجموع       | المجموع | 6      | 0       |

## روابط خارجية
- علي مرقباوي على موقع ناشيونال فوتبول تيمز (الإنجليزية)
- علي مرقباوي على موقع Soccerway.com (الإنجليزية)